# Communauté de communes de Jâlons
La Communauté de communes de Jâlons était une communauté de communes française, située dans le département de la Marne et la région Champagne-Ardenne.
Elle a fusionné avec d'autres intercommunalités pour former, au 1er janvier 2014, la nouvelle communauté d’agglomération de Châlons-en-Champagne Cités-en-Champagne.

## Histoire
Conformément au schéma départemental de coopération intercommunale de la Marne du 15 décembre 2011, elle fusionne (sauf la commune de Pocancy qui a rejoint la Communauté de communes de la Région de Vertus) au 1er janvier 2014 avec l'ancienne communauté d'agglomération de Châlons-en-Champagne, la Communauté de communes de l'Europort  et la Communauté de communes de la Région de Condé-sur-Marne, pour former ainsi la nouvelle communauté d’agglomération de Châlons-en-Champagne Cités-en-Champagne, qui regroupe 38 communes,.

## Composition
Elle était composée de 9 communes :
- Aulnay-sur-Marne
- Champigneul-Champagne
- Cherville
- Jâlons
- Matougues
- Pocancy
- Saint-Pierre
- Thibie
- Villers-le-Château

## Administration

### Élus
La communauté de communes était administrée par un conseil communautaire constitué de représentants de chaque commune, élus en leur sein par les conseils municipaux.

### Liste des présidents
| Période                                  | Période       | Identité       | Étiquette | Qualité                                                                                      |
| ---------------------------------------- | ------------- | -------------- | --------- | -------------------------------------------------------------------------------------------- |
| Les données manquantes sont à compléter. |               |                |           |                                                                                              |
| ?                                        | décembre 2013 | Daniel Collard |           | Agriculteur Conseiller général d'Écury-sur-Coole (1998 → 2015) Maire de Thibie (1995 → 2008) |